# Guida al diritto
Guida al diritto è un settimanale giuridico italiano che  tratta le novità avvenute nel sistema giuridico italiano ed europeo. Il primo numero è stato pubblicato il mese di ottobre del 1994.

## Temi trattati
Il settimanale apre con un editoriale di carattere generale sull'attualità in ambito politico o giuridico. Successivamente tratta delle novità legislative, nonché dei maggiori interventi in ambito giurisprudenziale da parte della Corte di cassazione, sia civile che penale. Vi è proposto anche un capitolo inerente al diritto amministrativo e uno dedicato al diritto comunitario.
In caso di interventi legislativi strutturali, il settimanale dedica uno speciale a tali riforme.